# Universiteit van Damascus
De Universiteit van Damascus (Arabisch: جامعة دمشق, Jāmi'atu Dimashq) is de grootste en oudste universiteit in Syrië. Zij is gesitueerd in de hoofdstad Damascus en heeft campussen in andere Syrische steden. De universiteit ontstond in 1923 uit de fusie van de School voor geneeskunde (opgericht in 1903) en het Rechteninstituut (opgericht in 1913). Tot 1958 was de naam Syrische Universiteit; deze werd gewijzigd na de oprichting van de Universiteit van Aleppo.
Er zijn in Syrië negen openbare universiteiten en meer dan tien particuliere. De Universiteit van Damascus was een van de meest gerenommeerde universiteiten in het Midden-Oosten tot in 2011 de Syrische Burgeroorlog begon.
De Universiteit van Damascus bestaat uit zeventien faculteiten, verscheidene hogescholen en intermediaire instellingen en een school voor verpleegkunde. Een van de instellingen is gespecialiseerd in het onderwijzen van het Arabisch aan buitenlanders, de grootste organisatie van zijn soort in de Arabische wereld. De universiteitsbibliotheek begon in 1903; in 2011 omvatte hij 169.000 boeken en 3830 periodieken.

## Geschiedenis

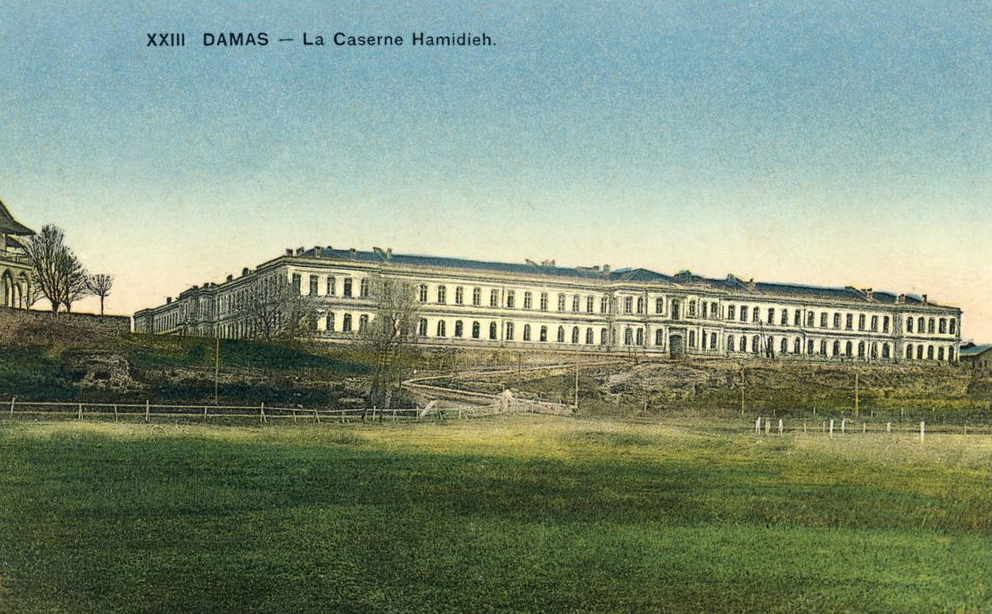
La Caserne Hamidieh - vroeger het hoofdgebouw van de Syrische Universiteit, is nu het gebouw van de faculteit rechtsgeleerdheid

De geschiedenis van een universiteit is onlosmakelijk verbonden met de geschiedenis van het land. De Syrische moderne geschiedenis heeft dan ook zijn stempel gedrukt op de Universiteit van Damascus.
In 1901 werd de vestiging van de School voor geneeskunde in Damascus goedgekeurd en in 1903 werd deze school, de kern van de universiteit, geopend. De school had afdelingen voor geneeskunde en farmacie, de voertaal was Turks. In 1913 opende een Rechtenschool in Beiroet, waar het merendeel van de docenten uit de Arabische wereld kwam en de voertaal Arabisch was. Deze school werd in 1914 verplaatst naar Damascus en de School voor geneeskunde naar Beiroet. In de laatste jaren van de Eerste Wereldoorlog keerde de Rechtenschool terug naar Beiroet. Daarop openden begin januari 1919 het Geneeskundig instituut in Damascus en in september van hetzelfde jaar ook de Rechtenschool.
In 1923 heette de Rechtenschool het Rechteninstituut en was het onder de naam Syrische Universiteit verbonden met het Geneeskundig instituut, de Arabische maatschappij en het Centrum voor Arabisch erfgoed. In 1926 zijn de Arabische maatschappij en het Centrum voor Arabisch erfgoed afgescheiden.
In 1928 werd de School voor hogere literaire studies opgericht en verbond dit zijn bestuur met de universiteit. In 1929 werd dit de Letterenschool, die in 1935/1936 gesloten is. Vanaf 1946 was de universiteit niet langer beperkt tot de Instituten voor geneeskunde en rechten, maar werden er faculteiten en hogere instellingen opgericht in andere studierichtingen.
In 1958 werd een nieuwe wet aangenomen om de universiteiten in de noordelijke en zuidelijke regio's van de Verenigde Arabische Republiek te reguleren. Dit leidde tot een wijziging van de naam van de Syrische universiteit in Universiteit van Damascus, en de oprichting van een tweede universiteit in het noorden van het land, de Universiteit van Aleppo.
In 1959 werd in Damascus het College voor schone kunsten opgericht en in 1972 werd dit onderdeel van de Universiteit van Damascus.
In 2012 vaardigde president Bashar al-Assad een decreet uit over de oprichting van een dependance van de Universiteit van Damascus in Quneitra, een stad in de Golanhoogten.

### Faculteiten
- Geneeskunde: opgericht in 1903
- Farmacie: opgericht in 1903
- Rechten: opgericht in 1913
- Tandheelkunde: opgericht in 1921

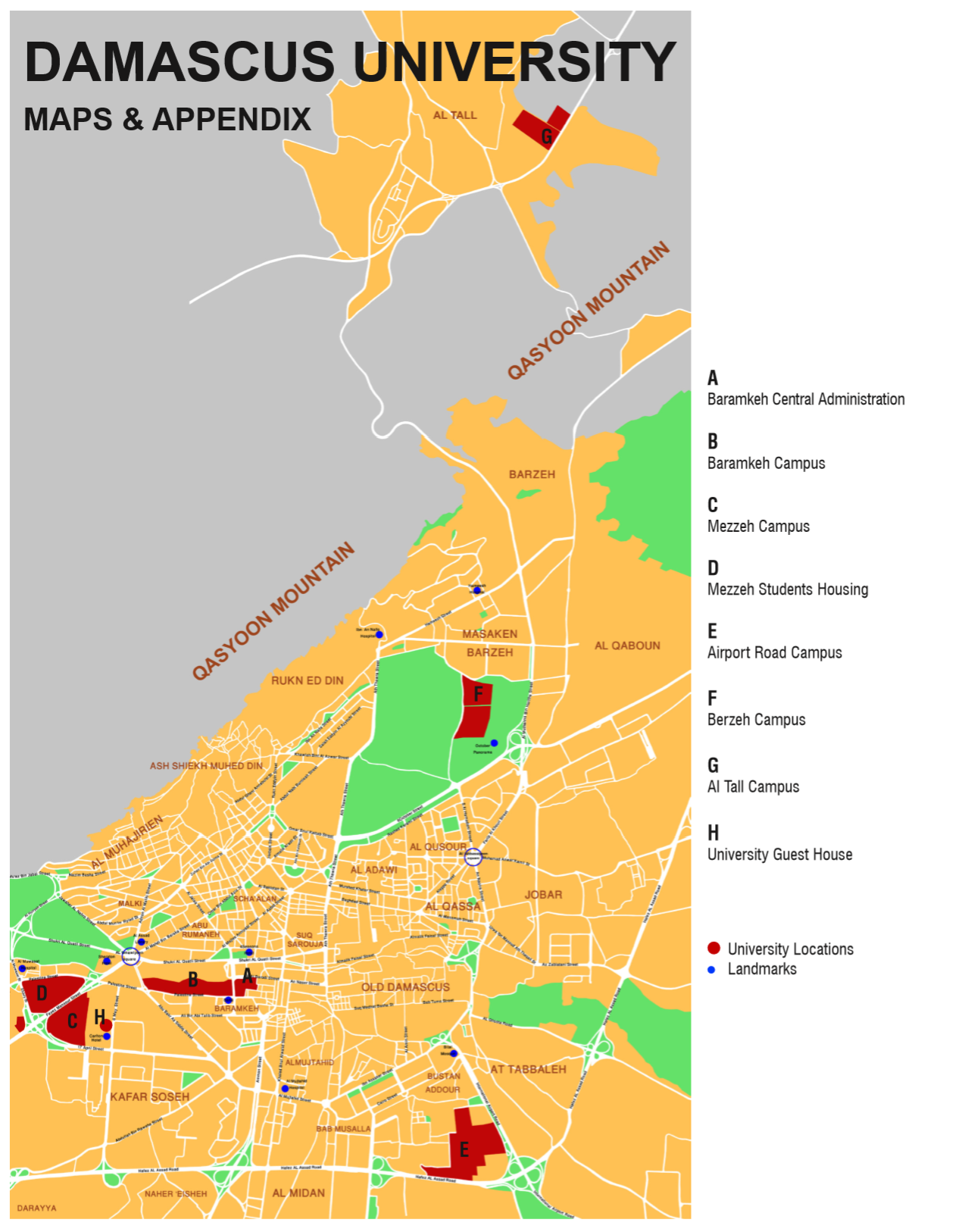
Kaart van de Universiteit van Damascus

- Kunst en geesteswetenschappen: opgericht in 1928
- Onderwijs: opgericht in 1946
- Islamitische jurisprudentie: opgericht in 1954
- Economie: opgericht in 1956
- Architectuur: opgericht in 1960
- Schone kunsten: opgericht in 1960
- Civiele techniek: opgericht in 1961
- Landbouw: opgericht in 1963
- Werktuigbouwkunde en elektrotechniek: opgericht in 1963
- Politicologie: opgericht in 1979
- Informatietechnologie: opgericht in 1994
- Wetenschappen
- Toerisme

## Bekende studenten
- Mahmoud Abbas - president van de Palestijnse Autoriteit
- Bashar al-Assad - president van Syrië
- Khaled al-Asaad - archeoloog, verantwoordelijk voor de opgravingen in Palmyra
- Maher al-Assad - generaal, hoofd van de Republikeinse Garde en de Vierde Pantserdivisie
- Abdullah Yusuf Azzam - militant islamist
- Abdelkader Bensalah - Algerijns politicus en interim-president
- Imad Mohammad Deeb Khamis - politicus en premier van Syrië
- Ali Farzat – cartoonist en schilder
- Rashid Al-Ghannushi - Tunesisch politicus
- Noura Ghazi - advocaat en mensenrechtenactivist
- Taghrid Hikmat - juriste
- Diana El Jeiroudi - filmregisseur en -producent
- Ghassan Kanafani - Palestijns schrijver
- Abdallah el-Khani - diplomaat
- Nizar Nayyouf - journalist
- Ali Ahmad Sa'id - dichter